# Villa Lagarina
Villa Lagarina är en stad och kommun i provinsen Trento i regionen Trentino-Alto Adige i norra Italien. Kommunen hade 3 843 invånare (2018) och gränsar till kommunerna Arco, Cavedine, Cimone, Drena, Isera, Nogaredo, Pomarolo, Ronzo-Chienis, Rovereto och Trento.